# Híres La Rioja-iak szökőkútja
A Híres La Rioja-iak szökőkútja (spanyolul: Fuente de los Riojanos Ilustres) a spanyolországi La Rioja autonóm közösség fővárosának, Logroñónak az egyik nevezetessége. A szökőkút nyolc szobra nyolc, La Rioja területéhez kötődő híres személyt ábrázol. Az alkotást, amelynek szobrait Alejandro Rubio Dalmati és Alejandro Narvaiza Rubio készítette, 1999. február 19-én avatták fel.
A Gran Vía Juan Carlos I. és a Calle Chile utak találkozásánál, a körforgalom közepén álló alkotás egy kör alakú vízmedencéből áll, amelynek közepén lövell fel a víz, szélén pedig, de még a vízfelület belsejében, szabályos nyolcszöget alkotva található nyolc egyszerű, tégla alakú talapzat: ezeken állnak kifelé nézve a bronzból készült szobrok, illetve mindegyik talapzatra egy táblát is ráerősítettek a híresség nevével. Mindegyik szobor a saját korszakának megfelelő ruházatot visel.

## A nyolc híresség
| Kép | Név                         | Mikor élt?                  | Ki volt?                                           |
| --- | --------------------------- | --------------------------- | -------------------------------------------------- |
|     | Marcus Fabius Quintilianus  | 1. század                   | római szónok, szónoklattani író                    |
|     | V. García navarrai király   | 1016–1054                   | navarrai király                                    |
|     | Gonzalo de Berceo           | 12. század vége, 13. század | költő, szerzetes                                   |
|     | Pedro del Castillo          | 1521–1569                   | konkvisztádor                                      |
|     | Juan Fernández de Navarrete | 1526–1579                   | reneszánsz festő                                   |
|     | Zenón de Somodevilla        | 1702–1781                   | Ensenada őrgrófja, gazdasági miniszter, tengernagy |
|     | Fausto Elhuyar              | 1755–1833                   | bányamérnök, vegyész, a volfrám egyik felfedezője  |
|     | Julio Rey Pastor            | 1888–1962                   | matematikus                                        |